# Yuen Wah
Yuen Wah (chinesisch 元華 / 元华, Pinyin Yuán Huá, Jyutping Jyun4 Waa4, geboren als Yung, Kai-Chi 容繼志 / 容继志,  Róng Jìzhì, Jyutping Jung4 Gai3zi3; * 2. September 1950 in Hongkong) ist ein chinesischer Schauspieler, Stuntman und Stunt-Choreographer, der vorwiegend in Hongkong-Spielfilmproduktionen auftritt. In Deutschland wurde er vielen Zuschauern in seiner Rolle als Landlord in Stephen Chows Actionkomödie Kung Fu Hustle (2005) bekannt.

## Leben und Werk
In seiner über 40-jährigen Filmkarriere spielte er in über 170 Filmen mit, u. a. an der Seite seiner Mitschüler Jackie Chan, Sammo Hung, Corey Yuen und Yuen Biao, mit denen er zur Peking Opera School (China Drama Academy) ging und ein Teil der „Seven Little Fortunes“ (七小福) wurde. Den Namen „Yuen“ nahm er in Ehren seines Lehrmeisters Yu Jim-Yuen an.
Erste Auftritte als Stuntdouble hatte er in den Bruce-Lee-Filmen Fist of Fury und Enter the Dragon. Seinen ersten regulären Auftritt hatte er in Fist of Fury. Auch für die Produktionen der legendären Kultschmiede Shaw Brothers nahm er Rollen an.
Sein Charakter zeichnet sich aus durch Drahtigkeit, Vielseitigkeit und durch den Schnurrbart, der ihn meistens in der Auswahl der Schurkenrollen berühmt machte und prägend war.
In den 1980ern spielte er häufig mit seinen ehemaligen Kameraden und Lehrbrüdern Jackie Chan, Sammo Hung und Yuen Biao in diversen Actionfilmen, in denen er fast immer den Bösewicht mimte.
2005 bekam er den Hong Kong Film Award als bester Nebendarsteller in Kung Fu Hustle.
Er ist verheiratet mit Evina und beide haben gemeinsam einen Sohn und eine Tochter.

## Filmografie (Auswahl)
- 1972: Fist of Fury (Bruce Lee – Todesgrüße aus Shanghai)
- 1972: Enter the Dragon (Der Mann mit der Todeskralle)
- 1972: Hapkido
- 1973: Fist to Fist (Jen Ko – In seinen Fäuste brennt die Rache)
- 1974: Ling Fu – Der Karate-Killer des Todes
- 1975: The Valiant Ones (Die Mutigen)
- 1976: Hand of Death (Dragon forever)
- 1976: The Magic Blade (Der Todesschlag der Stahlfinger)
- 1976: The Secret Rivals (Die Zwillingsbrüder von Bruce Lee)
- 1976: The Web of Death (Im Todesnetz der gelben Spinne)
- 1977: The Battle Wizard (Das Blut der roten Python)
- 1977: The Amsterdam Kill (Der Tiger aus Taipeh)
- 1977: The Sentimental Swordsman (Das unbesiegbare Schwert der Shaolin)
- 1977: The Secret Rivals 2 (Bruce Lee – wir rächen dich)
- 1978: Game of Death (Mein letzter Kampf)
- 1978: The Youth Proud (Die Todeskammern der Shaolin)
- 1978: Legend of the Bat (Die Rückkehr der gelben Höllenhunde)
- 1978: Soul of the Sword (Ti Lung – Das blutige Schwert der Rache)
- 1979: The Kung Fu Constructor (Die Todeshand des gelben Adlers)
- 1979: Breaking Sword of Death (Die grausame Rache der Shaolin)
- 1980: Heroes shed no Tears (Die Rache des Karateka)
- 1980: The Kid with a Tattoo (Der tätowierte Adler)
- 1980: Blood Brothers (Der gnadenlose Vollstrecker)
- 1980: Rendezvouz with the Death (Der Todestempel der Shaolin)
- 1981: The Emperor and his Brother (Todesduell im Kaiserpalast)
- 1982: Human Lanterns (Chun Fang – Das blutige Geheimnis)
- 1983: Shaolin Intruders
- 1985: Mr. Vampire
- 1985: Tokyo Powerman (My Lucky Stars)
- 1985: Powerman 3 (Heart of the Dragon)
- 1986: Spooky, Spooky
- 1986: Shanghai Police – Die wüsteste Truppe der Welt (Millionaire’s Express)
- 1986: Where´s Officer Tuba?
- 1987: Operation Eastern Condors
- 1988: Dragons Forever
- 1988: On the Run (Hong Kong Connection)
- 1988: Mr. Vampire 4
- 1989: The Iceman Cometh
- 1990: Swordsman (Meister des Schwertes)
- 1990: The Dragon from Russia
- 1990: Lethal Lady (She shoots straight)
- 1991: Bury me high
- 1992: The Master
- 1992: A Kid from Tibet
- 1992: Police Story 3
- 1993: Kickboxer (Die Todesfaust des kleinen Drachen 2)
- 1994: Tough Beauty and the Sloppy Slop
- 1997: Hero (Shanghai Hero – The Legend)
- 2004: Kung Fu Hustle
- 2005: Dragon Squad
- 2006: Dating a Vampire
- 2007: Dragon Tiger Gate
- 2007: Twins Mission
- 2008: Australia
- 2009: Jackie Chan Kung Fu Master (Looking for Jackie)
- 2010: City under Siege
- 2011: Vampire Warriors (Die Vampirjäger)
- 2011: Choy Lee Fut
- 2013: Princess & Seven Gongfu Masters
- 2015: Monks comes down the Mountain (Dao shi xia shan)
- 2016: The Bodyguard (Wo de te gong ye ye)
- 2018: Detective Chinatown 2
- 2018: The Trough
- 2018: Master Z – Ip Man Legacy
- 2019: The Beast
- 2019: Demon Catching Skill
- 2021: Shang-Chi and the Legend of the Ten Rings

Quelle: Hong Kong Movie Database